# Sankt Petersburg Neva Lions
I Sankt Petersburg Neva Lions ((RU)  Невские Львы) sono una squadra di football americano di San Pietroburgo, in Russia.
A partire dal 2012 hanno abbandonato l'attività senior, mantenendo solo le squadre giovanili.

## Dettaglio stagioni

### Tornei internazionali

#### EFAF Eastern Cup
| Stagione | regular season | regular season | regular season | regular season | regular season | regular season | playoff | playoff | playoff | playoff | playoff | playoff     | playoff    |
|          | Vin            | Par            | Per            | Tot            | PF             | PS             | Vin     | Per     | Tot     | PF      | PS      | risultato   | avversaria |
| -------- | -------------- | -------------- | -------------- | -------------- | -------------- | -------------- | ------- | ------- | ------- | ------- | ------- | ----------- | ---------- |
| 2010     | -              | -              | -              | -              | -              | -              | 1       | 1       | 2       | 49      | 22      | Terzo posto | Kiev Jets  |
| Totale   | -              | -              | -              | -              | -              | -              | 1       | 1       | 2       | 49      | 22      |             |            |

Fonti: Enciclopedia del Football - A cura di Roberto Mezzetti